# Газові гіганти

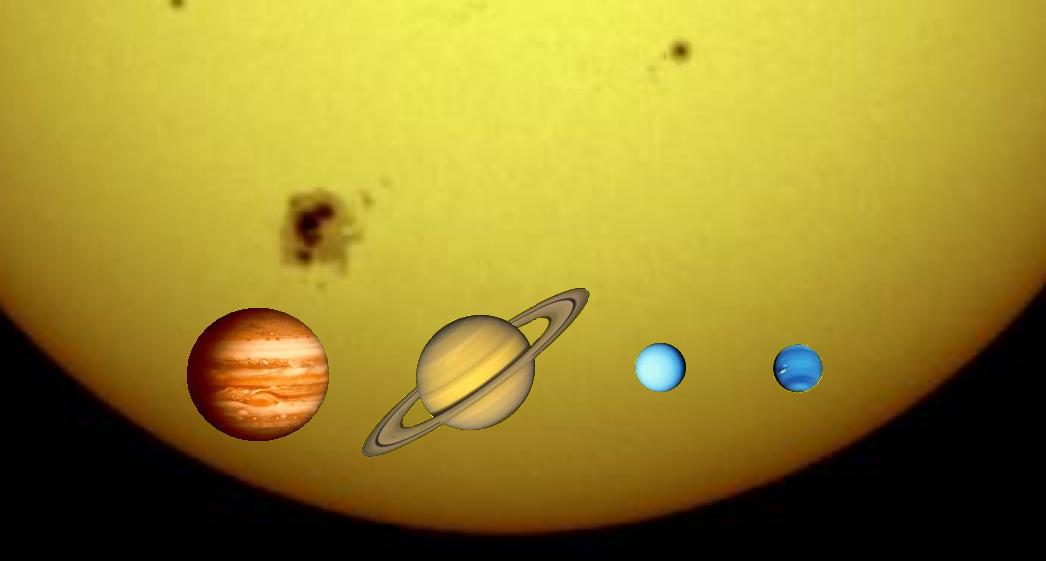
Газові гіганти Сонячної системи у порівнянні з Сонцем

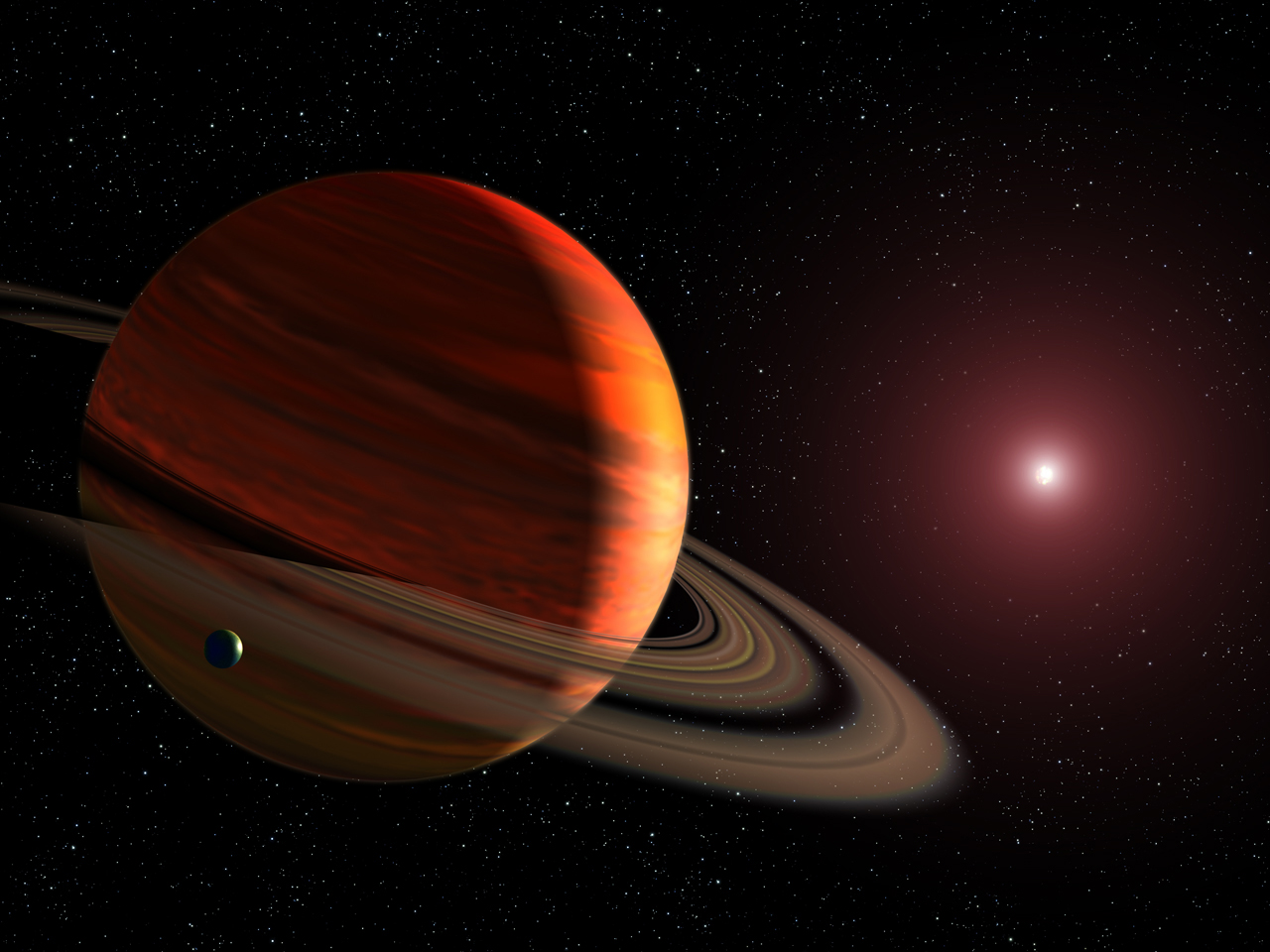
Планета-гігант очима художника

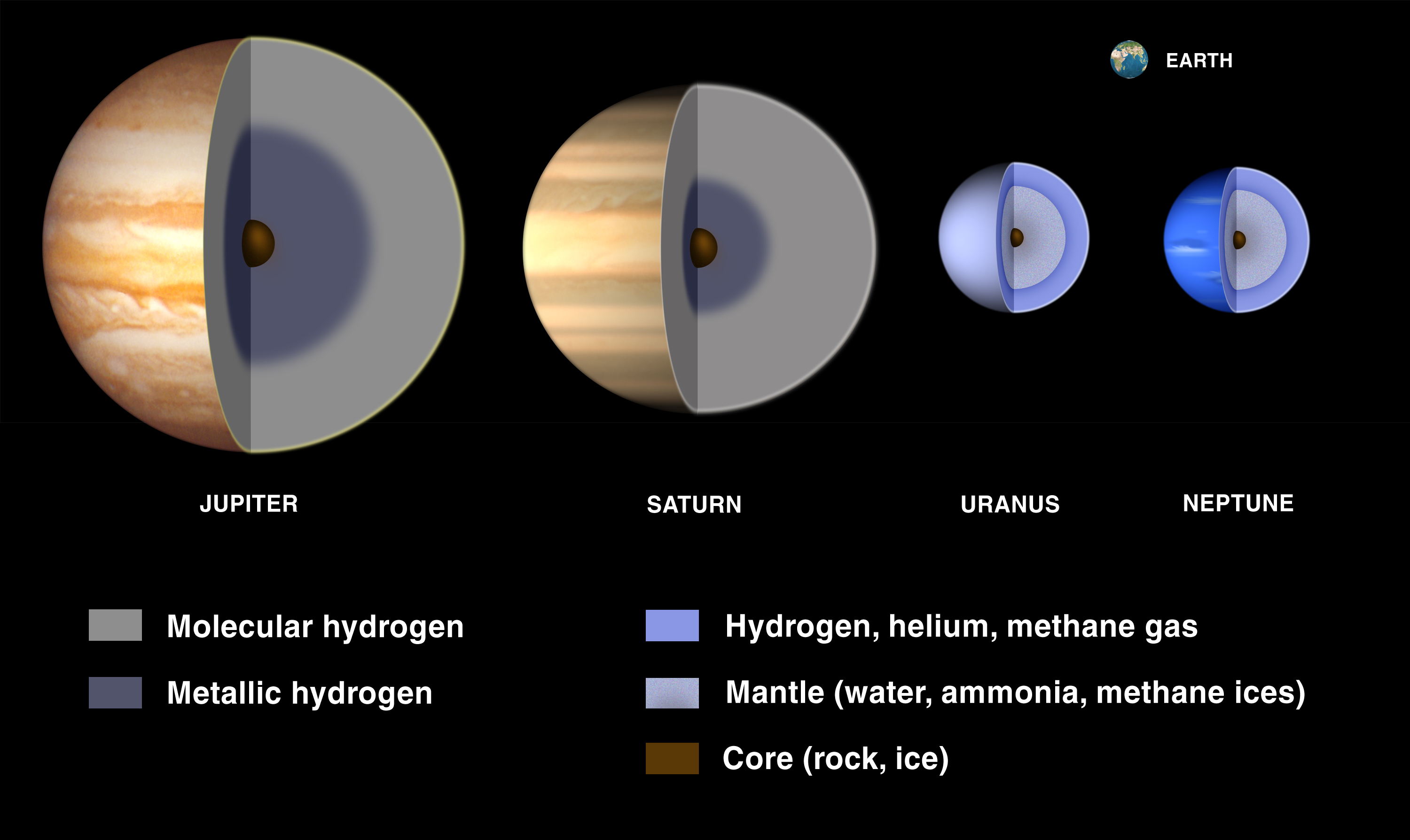
Будова планет-гігантів Юпітера, Сатурна, Урана й Нептуна

Газові гіганти — планети-гіганти, що складаються переважно з водню та гелію. Юпітер і Сатурн — газові гіганти Сонячної системи. Термін «газовий гігант» спочатку був синонімом «планети-гіганта». Однак у 1990-х роках стало зрозуміло, що Уран і Нептун насправді є окремим класом планет-гігантів, які складаються в основному з більш важких летких речовин (які астрономи називають «льодами»). Тому Уран і Нептун зараз зазвичай відносять до окремої категорії крижаних гігантів.
Границя між коричневими карликами дуже малих мас і газовими гігантами проходить через масу близько 13 мас Юпітера.

## Термінологія
Термін "газовий гігант", введений у 1952 році письменником-фантастом Джеймсом Блішем, спочатку використовувався для позначення всіх планет-гігантів. Ця назва не зовсім коректна, бо в більшій частині об’єму всіх планет-гігантів тиск настільки високий, що речовина не є газоподібною. За винятком твердих речовин у ядрі та верхніх шарів атмосфери, вся речовина знаходиться вище критичної точки, де немає різниці між рідинами та газами. Проте цей термін прижився, оскільки планетологи зазвичай використовують терміни «камінь», «газ» і «лід» як скорочені назви для класів елементів і сполук, які зазвичай зустрічаються як складові планети, незалежно від того, в якій фазі може перебувати речовина. У зовнішній частині Сонячної системи водень і гелій вважають «газами», воду, метан і аміак - «льодами», а силікати й метали - «каменями». Згідно з цією термінологією, оскільки Уран і Нептун в основному складаються з льоду, а не газу, їх частіше називають крижаними гігантами та відрізняють їх від газових гігантів.
Теоретично газові гіганти можна розділити на п’ять різних класів відповідно до фізичних властивостей їх атмосфери та, отже, їх зовнішнього вигляду: аміачні хмари (I), водяні хмари (II), безхмарні (III), хмари лужних металів (IV) і силікатні хмари (V). Юпітер і Сатурн належать до класу I. Гарячі Юпітери належать до класу IV або V.

## Структура
Юпітер і Сатурн складаються в основному з водню й гелію, а важчі елементи становлять від 3 до 13 відсотків їх маси. Вважається, що вони складаються із зовнішнього шару стисненого молекулярного водню, всередині якого знаходиться шар рідкого металевого водню, а всередині нього, ймовірно, розплавлене кам'янисте ядро. Зовнішня частина їхньої водневої атмосфери містить багато шарів хмар, які в основному складаються з води та аміаку. Шар металевого водню, розташований на більших глибинах, становить велику частину кожного газового гіганта. Його називають «металевим», тому що дуже великий тиск перетворює водень на провідник електрики. Вважається, що ядра газових гігантів складаються з важчих елементів за таких високих температур (~20000 К) і тиску, що їхні властивості ще не повністю вивчені. Розташування газових гігантів Сонячної системи можна пояснити гіпотезою Великого лавирування.

## Формування
Відповідно до гіпотези походження Сонячної системи, газові гіганти утворилися пізніше за планети земної групи, коли температура навколосонячної туманності опустилася до точки кристалізації газу. У цей час всі тугоплавкі елементи вже були у твердій формі в складі ближчих до Сонця планет.
Гіпотези про внутрішню будову газових планет припускають існування кількох шарів. На певній глибині тиск в атмосфері газових гігантів сягає значення достатнього для переходу водню в рідкий стан. Також, якщо планета досить велика, то можливе існування шару металічного водню (стану, де протони і електрони існують окремо), потоки електронів, в якому породжують потужне магнітне поле планети. Також можливе існування невеликого кам'яного чи металічного ядра.

## Характеристика
Період обертання газових планет навколо своєї осі становить 9—17 годин.
В атмосфері газових планет дують потужні вітри та гігантські вихори (Велика червона пляма на Юпітері, Велика Біла Пляма на Сатурні, Велика Темна пляма на Нептуні).
Газовими можуть бути тільки великі планети, які можуть втримати гелій та водень. Більшість виявлених екзопланет теж є газовими.
Як показали виміри апарата «Галілео», тиск і температура швидко зростають уже у верхніх шарах газових планет. На глибині 130 км в атмосфері Юпітера температура становить 145 °C , тиск — 24 атмосфери.